# Trianaea naeka
Trianaea naeka är en potatisväxtart som beskrevs av Sandra Diane Knapp. Trianaea naeka ingår i släktet Trianaea och familjen potatisväxter. Inga underarter finns listade i Catalogue of Life.